# Huff-Daland XHB-1
Huff-Daland XHB-1 "Cyclops" là một mẫu thử máy bay ném bom hạng nặng của Hoa Kỳ trong thập niên 1920, do công ty Huff-Daland thiết kế chế tạo.

## Quốc gia sử dụng
Hoa Kỳ
Quân đoàn Không quân Lục quân Hoa Kỳ

## Tính năng kỹ chiến thuật (XHB-1)
Dữ liệu lấy từ 
Đặc điểm tổng quát
- Kíp lái: 4
- Chiều dài: 59 ft 7 in (18.17 m)
- Sải cánh: 84 ft 7 in (25.79 m)
- Chiều cao: 17 ft 2 in (5.23 m)
- Trọng lượng có tải: 16834 lb (7636 kg)
- Động cơ: 1 × Packard 2A-2540, 750 hp (560 kW)

Hiệu suất bay
- Vận tốc cực đại: 109 mph (175 km/h)